# Urs Lehmann
Urs Lehmann (ur. 1 kwietnia 1969 w Rudolfstetten) – szwajcarski narciarz alpejski, mistrz świata.

## Kariera
Po raz pierwszy na arenie międzynarodowej pojawił się w 1987 roku, startując na mistrzostwach świata juniorów w Sälen/Hemsedal. W swoim jedynym starcie wywalczył tam złoty medal w zjeździe.
Pierwsze punkty w zawodach Pucharu Świata wywalczył 27 stycznia 1990 roku w Val d’Isère, zajmując 15. miejsce w zjeździe. Nigdy nie stanął na podium zawodów tego cyklu, najwyższą lokatę uzyskał 11 grudnia 1992 roku w Val Gardena, kończąc bieg zjazdowy na czwartej pozycji. Walkę o podium przegrał tam z Austriakiem Patrickiem Ortliebem o 0,13 sekundy. Najlepsze wyniki osiągnął w sezonie 1992/1993, kiedy zajął 52. miejsce w klasyfikacji generalnej.
Największy sukces w karierze osiągnął w 1993 roku, kiedy na mistrzostwach świata w Morioce zdobył złoty medal w zjeździe, wyprzedzając Atle Skårdala z Norwegii i AJ Kitta z USA. Był to jego jedyny medal wywalczony na międzynarodowej imprezie tej rangi. Brał też udział w mistrzostwach świata w Sierra Nevada trzy lata później, gdzie zajął 32. miejsce. Nigdy nie wystąpił na igrzyskach olimpijskich.
W 1997 roku zakończył karierę sportową.
Studiował na Uniwersytecie Zuryskim i Universität St. Gallen, na pierwszej z tych uczelni uzyskał także doktorat w 2009 roku. W 2008 roku został wybrany prezydentem Swiss-Ski (Szwajcarskiego Związku Narciarskiego).
W 2002 roku ożenił się z byłą narciarką dowolną, Conny Kissling.

## Osiągnięcia

### Mistrzostwa świata
| Miejsce | Dzień     | Rok  | Miejscowość   | Konkurencja | Czas biegu | Strata | Zwycięzca       |
| ------- | --------- | ---- | ------------- | ----------- | ---------- | ------ | --------------- |
| 1.      | 11 lutego | 1993 | Morioka       | Zjazd       | 1:32,06    | -      | -               |
| 32.     | 17 lutego | 1996 | Sierra Nevada | Zjazd       | 2:00,17    | +3,81  | Patrick Ortlieb |

### Mistrzostwa świata juniorów
| Miejsce | Dzień    | Rok  | Miejscowość | Konkurencja | Czas biegu | Strata | Zwycięzca |
| ------- | -------- | ---- | ----------- | ----------- | ---------- | ------ | --------- |
| 1.      | 26 marca | 1987 | Hemsedal    | Zjazd       | 1:25,72    | -      | -         |

### Puchar Świata

#### Miejsca w klasyfikacji generalnej
- sezon 1989/1990: 107.
- sezon 1991/1992: 57.
- sezon 1992/1993: 52.
- sezon 1994/1995: 57.
- sezon 1995/1996: 109.
- sezon 1996/1997: 93.

#### Miejsca na podium w zawodach
Lehmann nigdy nie stanął na podium zawodów PŚ.